# Relations entre l'Arabie saoudite et le Bangladesh
Les relations entre l'Arabie saoudite et le Bangladesh sont les relations bilatérales du royaume d'Arabie saoudite et de la république populaire du Bangladesh. Elles ont connu des débuts difficiles mais sont devenues une relation solide entre la république populaire du Bangladesh et le royaume d'Arabie saoudite. En tant qu'État à majorité musulmane, le Bangladesh attache une importance particulière à ses liens avec l'Arabie saoudite, qui est le berceau de l'Islam. Les deux nations sont membres de l'Organisation de coopération islamique (OCI) et l'Arabie saoudite accueille une grande partie de la diaspora bangladaise mondiale,,

## Histoire
Le sultan du Bengale, Ghiyasuddin Azam Shah (en), a parrainé la construction de madrasas dans le Hejaz. Ces écoles furent connues sous le nom de « madrasas Ghiyathiyyah » et plus tard de « madrasas Banjaliyyah ». Taqi al-Din al-Fasi (en), un érudit arabe contemporain, était professeur dans la madrasa de La Mecque. Une madrasa à Médine a été construite à un endroit appelé Husn al-Atiq près de la mosquée du Prophète. Plusieurs autres sultans bengalis ont également parrainé des madrasas dans le Hejaz, notamment le sultan Jalaluddin Muhammad Shah (en), qui entretenait des relations étroites avec le Charif de La Mecque et lui offrait, ainsi qu'à d'autres habitants des deux villes saintes, des cadeaux et des robes d'honneur. Family Law Solicitors In London
Le diplomate américain Henry Kissinger a envoyé des lettres au roi Faisal, l'encourageant à participer à la guerre de libération du Bangladesh. Des avions F-86 ont été envoyés d'Arabie saoudite pour aider à camoufler l'étendue des pertes d'avions de la force aérienne pakistanaise et peut-être comme unité d'entraînement potentielle pour préparer les pilotes pakistanais à un afflux de F-5 supplémentaires en provenance d'Arabie saoudite.

## Établissement de relations diplomatiques
L'Arabie saoudite et le Bangladesh ont formellement établi des relations diplomatiques en 1975-76, après l'assassinat du Cheikh Mujibur Rahman par des officiers mutins de l'armée du Bangladesh. Les régimes militaires de Ziaur Rahman et Hussain Muhammad Ershad ont pris des mesures pour forger des liens commerciaux et culturels solides avec l'Arabie saoudite. Depuis la fin des années 1980, de nombreux travailleurs bangladais, qualifiés ou non, se sont installés en Arabie saoudite ; le nombre de Bangladais vivant en Arabie saoudite dépasse aujourd'hui les 2,5 millions. De nombreux étudiants et religieux musulmans se rendent également régulièrement en Arabie saoudite pour y étudier et y travailler dans le domaine religieux. Le Bangladesh, l'un des pays musulmans les plus peuplés, est une source importante de pèlerins du Hajj. L'Arabie saoudite est devenue une source majeure de financement et d'aide économique pour le Bangladesh. En août 2014, l'Arabie saoudite a interdit aux femmes bangladaises d'épouser des ressortissants saoudiens,,.